# 浅井助七郎
浅井 助七郎（あざい すけしちろう）は、戦国時代の武将。

## 略歴
近江浅井氏の一門衆、もしくは浅井姓を与えられた近臣と思われる。
元亀元年6月28日（1570年7月30日）の姉川の戦いでは、浅井長政の配下として働いた。しかし、奮戦するが、織田軍の赤母衣衆筆頭の前田利家と一騎打ちし、討ち取られた。